# 李陳嘉恩
李陳嘉恩（Grace Lee Chan Ka-yan），本名陳嘉恩（冠上夫姓李），人稱“李太”，香港政治人物。她在1986年任香港旅遊協會內部核數師，1997年升任財務及行政幹事，2003年升任香港旅遊發展局副總幹事，現已離職。

## 工作履歷
李陳嘉恩1986年5月8日加入香港旅遊協會，任稽核主任。1987年7月1日升任管理會計主任。同年12月10日升任總會計主任。1991年10月1日升任財務及策劃高級經理。1996年1月1日升任財務及行政幹事。2001年4月1日香港旅遊發展局成立，周梁淑怡實施架構重組，同年8月16日起李任企業行政總監。2003年1月1日升任香港旅遊發展局副總幹事（年薪約400萬，臧明華下屬）。2007年發生臧明華擅權事件，涉嫌不顧人力資源部警告替合約加入保險，而在2007年6月1日離職。職位空缺由林雷穎嫻替任。

## 公職
- 中華廚藝學院訓練委員會委員（2005年）
- 酒店業、飲食業及旅遊業訓練委員會委員（2001年3月1日－2005年）
- 出任香港大學課程顧問（顧問委員會委員）（2007年）
- 大珠三角商務委員會事務主任（2008年）